# Carlos Martini
Carlos Federico Martini Escolar (Asunción, 7 de marzo de 1958) es un periodista, sociólogo y escritor paraguayo. Ha ganado amplia notoriedad por su labor como presentador en el programa informativo del canal de televisión abierta Trece.

## Biografía
Realizó sus estudios primarios y secundarios en el Colegio Cristo Rey de Asunción, perteneciente a la Compañía de Jesús.
Egresado de la Facultad de Sociología y Ciencias Políticas León XIII de la Universidad Pontificia de Salamanca, sede Madrid (España), con calificación de sobresaliente en el examen de conjunto realizado el 2 de julio de 1987 ante el Tribunal Mixto de acuerdo al Convenio entre la Santa Sede y el Estado español.
Fue docente en la Facultad de Filosofía y Ciencias Humanas de la Universidad Católica Nuestra Señora de la Asunción entre 1989 y el 2009. Enseñó en los Departamentos de Ciencias de la Comunicación y de Ciencias Sociales las materias Sistema Político Paraguayo, Opinión Pública y Periodismo de Opinión. Estuvo a cargo de la Dirección del Departamento de Ciencias Sociales y la Dirección Académica.

## Obras

### Novelas
- Dónde estará mi primavera (2009)
- Domingos contigo: pasiones y nostalgias (2009)
- Tarde de abril (2012)

## Trayectoria
Es autor de varios libros en coautoría sobre Transición democracia y Fuerzas Armadas. El libro "Autoritarismo, Transición y Constitución", en coautoría con Víctor Flecha y Jorge Silvero, obtuvo una mención de honor en los premios anuales de la Editorial y Librería El Lector, correspondiente a 1994.
Obtuvo varios premios por su labor periodística, entre ellos el "Paraná de Oro" a la comunicación en el 2002.
En la actualidad es conductor del programa de noticias llamado Noticiero Primera Edición de la Red Paraguaya de Comunicación (que anteriormente era Canal 13).
Sus últimas publicaciones son la novela "Dónde estará mi primavera" (2009), que ha llegado a la cuarta edición, "Domingos contigo. Pasiones y Nostalgias" (2009), compilación de aportes de las oyentes del programa dominical que conduce en la 92.3. FM Radio Cardinal Romance y "Paraguay 2008 entre las incertidumbres y las esperanzas y otros ensayos" en el libro Escuela de Ciudadanía de Coomecipar, compilado por Alfredo Boccia (2008).
Es miembro del Consejo Editorial de la Revista Paraguaya de Sociología desde 1995. Forma parte de la Sociedad de Escritores del Paraguay, la cual le concedió en el 2005 el Diploma de Honor al Mérito con motivo de su constante promoción de la cultura, la difusión del libro paraguayo y de los escritores paraguayos con criterio pluralista.
Fue integrante del Partido Revolucionario Febrerista, donde militó en la corriente Movimiento Hacia el Socialismo desde 1985, del equipo técnico encargado de la elaboración del programa de gobierno de la candidatura a la presidencia de Guillermo Caballero Vargas para las elecciones de mayo de 1993 y del Partido Encuentro Nacional.

### Presente
| Medio                         | Programación              | Horarios      | Días            |
| ----------------------------- | ------------------------- | ------------- | --------------- |
| Red Paraguaya de Comunicación | Noticiero primera edición | 12:00 a 13:00 | Lunes a viernes |
| Radio Nacional del Paraguay   | Domingos de Recuerdo      | 08:00 a 12:00 | Domingo         |